# Pattaya Women's Open 2006
Il Pattaya Women's Open 2006 è stato un torneo di tennis giocato sul cemento. È stata la 15ª edizione del Pattaya Women's Open, che fa parte della categoria Tier IV nell'ambito del WTA Tour 2006. Si è giocato a Pattaya in Thailandia, dal 6 al 12 febbraio 2006.

## Campioni

### Singolare
Shahar Peer ha battuto in finale  Jelena Kostanić Tošić con il punteggio di 6–3, 6–1

### Doppio
Li Na /  Sun Tiantian hanno battuto in finale  Yan Zi /  Zheng Jie con il punteggio di 3–6, 6–1, 7–6(5)